# Vridsted
Vridsted is een plaats in de Deense regio Midden-Jutland, gemeente Viborg. De plaats telt 545 inwoners (2008).